# محمدباقر مرادی‌فرد

## زندگی
باقر مرادی فرد (محمدباقر مرادی فرد) متولد خرم‌آباد (لرستان) و از پیشکسوتان تئاتر، سینما و تلویزیون کشور است. از فعالیت‌های نمایشی او می‌توان همکاری و بازی در گروه نمایشی آرش به سرپرستی زنده یاد حسین شیدایی در پیش از انقلاب و در سال ۱۳۴۹ و همکاری با بسیاری از چهره‌های هنری مطرح کشور در سال‌های اخیر اشاره کرد. از مهم‌ترین فعالیت‌های هنری اخیر او، بازی در نمایش بازار عاشقان به کارگردانی هادی مرزبان، حضور در سریال آکتور به کارگردانی نیما جاویدی و هنرآفرینی در سریال جیران در نقش فتح الله میرزا شعاع السلطنه (پدر شکوه السلطنه و پدر بزرگ مظفرالدین شاه) به کارگردانی حسن فتحی و هنرآفرینی در سریال ناریا در نقش عمو یحیی به کارگردانی جواد افشار بوده‌است.

## فعالیت

### تئاتر
او از سال ۱۳۴۶ به عنوان بازیگر تئاتر مشغول  بوده و پس از آن در سال ۱۳۴۹  با گروه آرش به سرپرستی زنده یاد حسین شیدایی مشغول شد و در نمایشنامه اَفعی طلایی  ، سگی در خرمن جا  ،  پهلوان اکبر میمیرد ،  آنجا که ماهی‌ها سنگ می‌شود ، بینوایان ، بامها و زیر بامها ،اسب سفید ( کارگردان و بازیگر ) کرکس‌ها (سال ۱۳۵۵ به کارگردانی هادی مرزبان ) ، یاغیها. 
همچنین او در سال ۱۳۵۴  بمدت  دو سال  به صورت قراردادی به عنوان بازیگر تئاتر اداره فرهنگ و هنر بوده‌است.
او در نمایشنامه عباس ماشین شور (سال ۱۳۶۷)  و در نمایشنامه بازار عاشقان (سال ۱۳۹۴) در تهران بر روی صحنه تالار وحدت  حضور داشته‌است.

### سینما و تلویزیون
چند کار تصویری دیگری که از وی می‌توان نام برد :
| عنوان                      |
| -------------------------- |
| مرگ پلنگ                   |
| فیلم کوتاه پارمیدا و برکت  |
| سریال فراموشی              |
| سریال نامدار               |
| سریال ماتادور              |
| تله فیلم پسران بلوط        |
| سریال کوی افلاک            |
| تله فیلم چهل روز تا برادری |
| نغمه نوروزی                |
| سریال دیگری                |
| سریال سا لهای ابری         |
| سریال کیمیا                |
| فیلم تارات                 |
| فیلم قشنگ و فرنگ           |
| سریال هاتف                 |
| فیلم به سوی روزهای خوشبختی |
| سریال جیران                |
| سریال آکتور                |
| سریال ناریا                |

این متن اصلی مقاله است که منبع آن خبری از خبرگزاری موج نیوز و حسین شیدایی / گروه آرش / خبرگزاری مهر و تاریخچه گروه نمایشی آرش / اداره فرهنگ و ارشاد اسلامی شهرستان خرم آباد   و لیست آثار  گروه نمایشی آرش / سیمره نیوز  

محمد باقر مرادی فرد در سریال هاتف
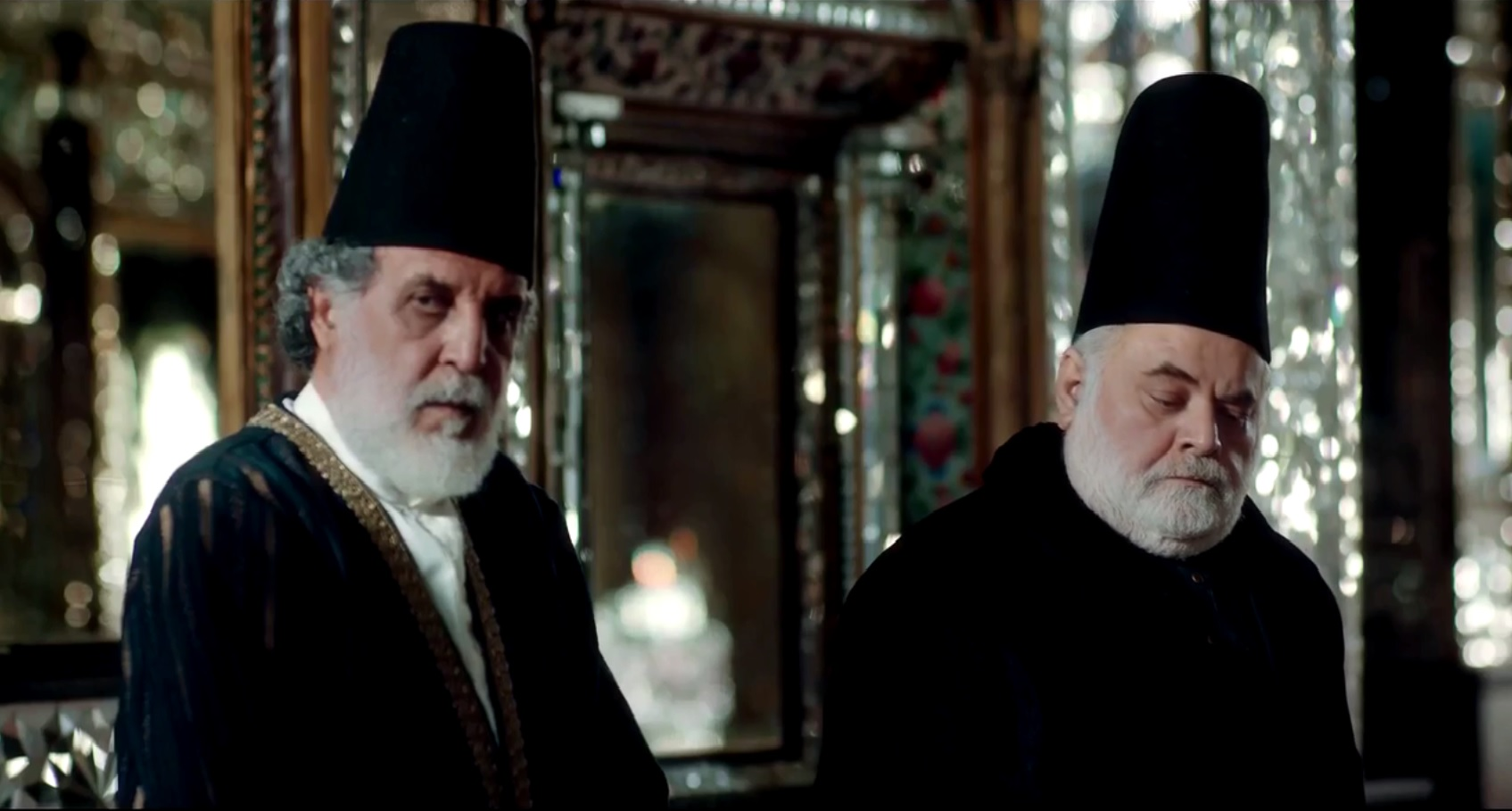
محمد باقر مرادی فرد در سریال جیران
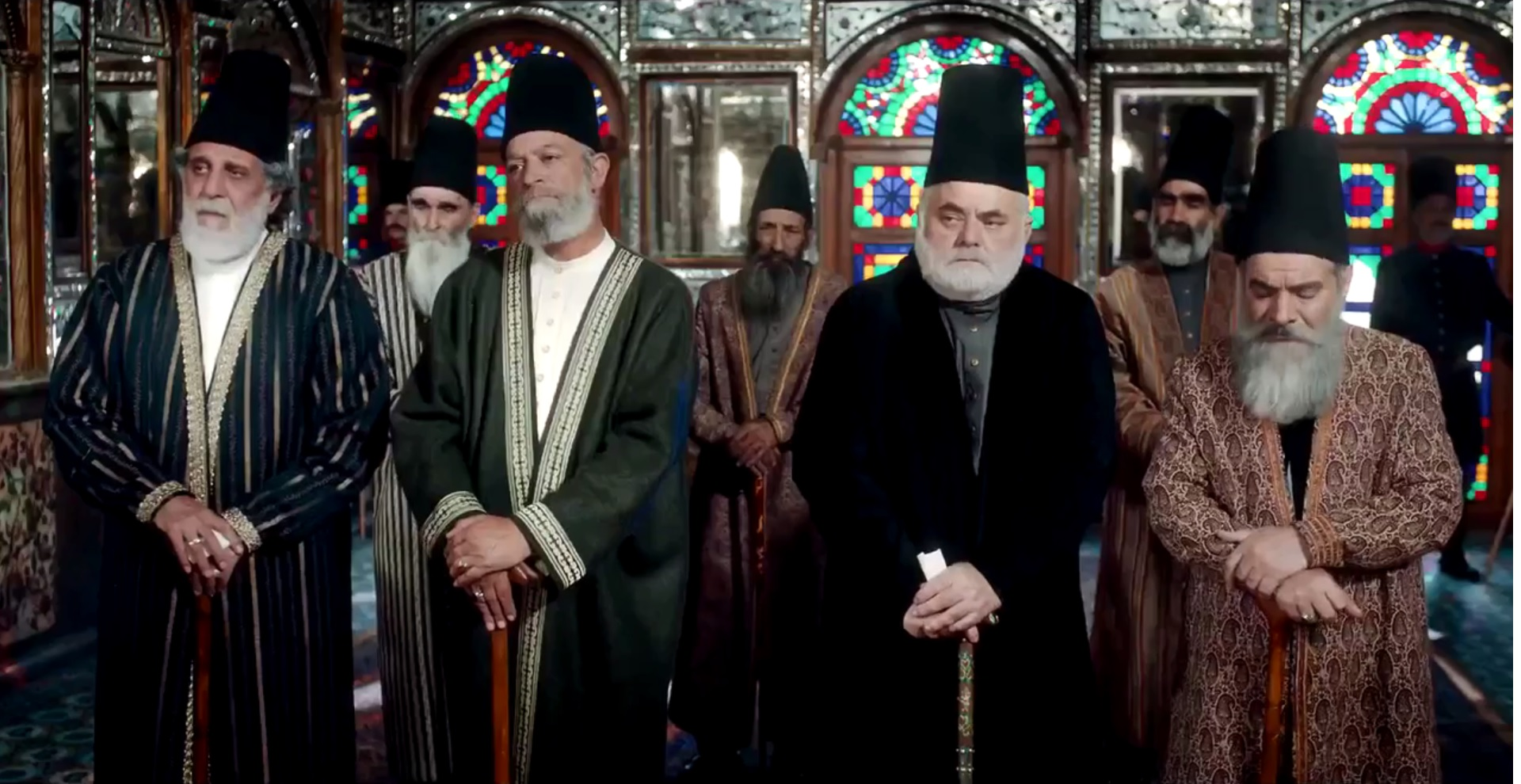
در نقش فتح الله میرزا شعاع السلطنه سریال جیران
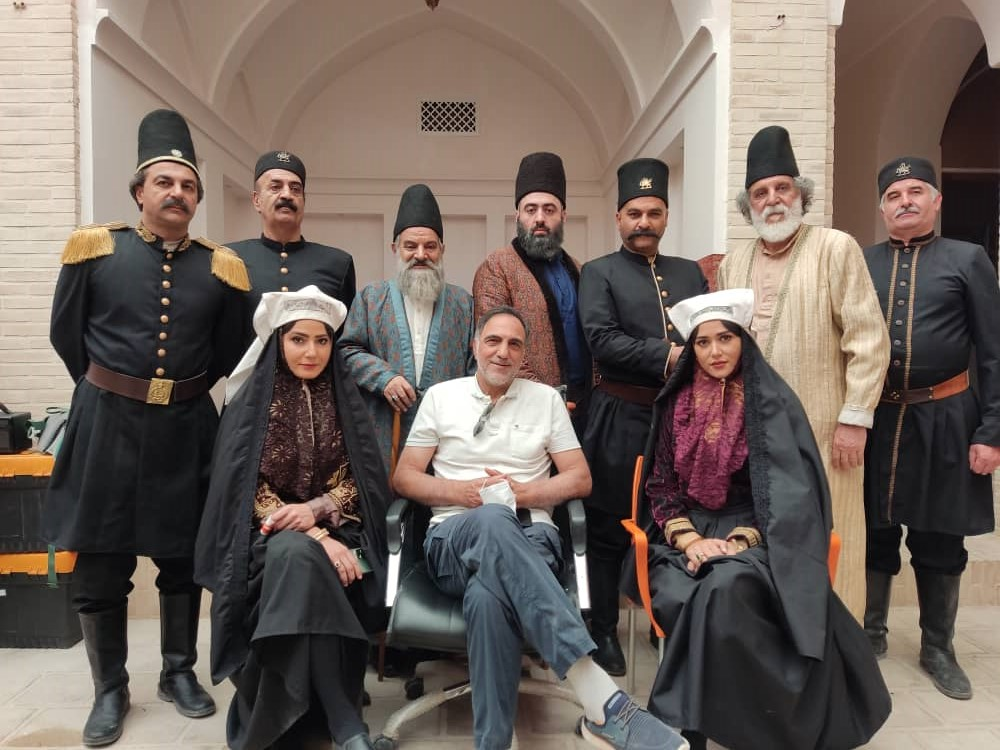
پشت صحنه سریال جیران در کنار کارگردان حسن فتحی
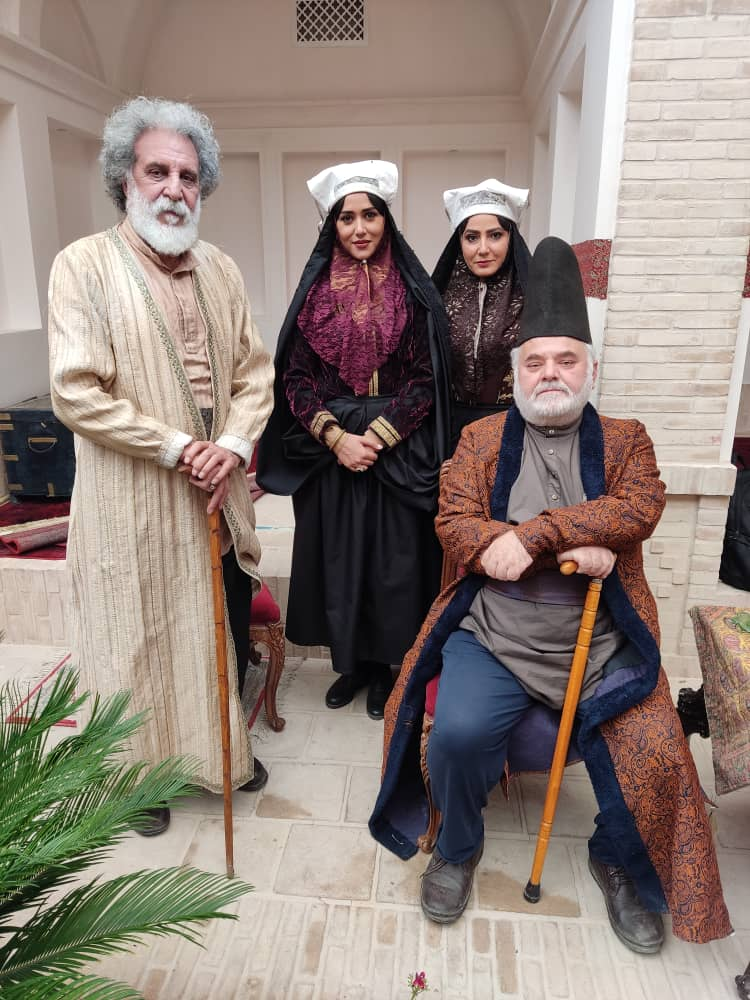
پشت صحنه سریال جیران
محمد باقر مرادی فرد در سریال کیمیا
محمد باقر مرادی فرد در پشت صحنه سریال کیمیا
محمد باقر مرادی فرد در پشت صحنه سریال کیمیا
محمد باقر مرادی فرد در سریال هاتف
محمد باقر مرادی فرد در کنار هادی مرزبان در پشت صحنه نمایش بازار عاشقان
محمد باقر مرادی فرد در کنار هادی مرزبان در نمایش بازار عاشقان